# Royal Evere White Star Hockey Club
Royal Evere White Star Hockey Club is een Belgische hockeyclub uit Evere.

## Historiek
De club werd opgericht in 1921 in Sint-Pieters-Woluwe als White Star Athletic en is bij de KBHB aangesloten onder het stamnummer 110. 
Toen de club verhuisde naar Evere in het Franstalige deel werd de naam omgedoopt in Royal Evere White Star HC. De club werd 13x landskampioen in het zaalhockey en eenmaal landskampioen in het veldhockey. Daarnaast wonnen ze tweemaal de Beker van België. De damesclub werd tweemaal landskampioen in het zaalhockey.

## Palmares

### Veldhockey

#### Heren
- 3e in de Europacup II: 1992[1]

- Landskampioen: 1996
- Vice-kampioen: 1993

- 2x Winnaar Beker van België: 2000 en 2001
- Finalist Beker van België: 1991 en 1998

- Winnaar 1e Nationale: 2005 en 2018
- Winnaar 2e Nationale A: 2013
- Winnaar 3e Nationale A: 2011

#### Dames
- Vice-kampioen 1e Nationale: 2011
- Winnaar 3e Nationale A: 1996

### Zaalhockey

#### Heren
- Winnaar EuroHockey Indoor Club Champions Trophy: 1993[2]
- Winnaar EuroHockey Indoor Club Champions Challenge I: 2001[3][4] en 2006[5]
- Vice-kampioen EuroHockey Indoor Club Champions Trophy: 1996

- Landskampioen: 1978, 1979, 1980, 1981, 1982, 1991, 1992, 1994, 1995, 1996, 2000, 2005 en 2006
- Vice-kampioen: 1997 en 1999

- Winnaar 4e Nationale: 2001 en 2005

#### Dames
- Winnaar EuroHockey Indoor Club Trophy: 2018[6]
- Vice-kampioen EuroHockey Indoor Club Champions Challenge: 2013[7]

- Landskampioen: 2012 en 2017
- Vicekampioen: 2010, 2014, 2015, 2016 en 2018

- Winnaar 3e Nationale: 2004
- Winnaar 4e Nationale: 2003

## Bekende (ex-)spelers
- Quentin Bigaré
- Jill Boon
- Tom Boon
- Karine Coudron
- Anne-Sophie De Scheemaekere
- Arnaud Dykmans
- Gaëtan Dykmans
- Gregory Gucassoff
- Joy Jouret
- Elodie Picard
- Raoul Ronsmans
- Philippe Simar
- Alexia 't Serstevens
- Michel Van Tuyckom
- Caroline Wagemans